# Pteronymia vestilla
Pteronymia vestilla är en fjärilsart som beskrevs av William Chapman Hewitson 1852. Pteronymia vestilla ingår i släktet Pteronymia och familjen praktfjärilar. Inga underarter finns listade.

## Bildgalleri

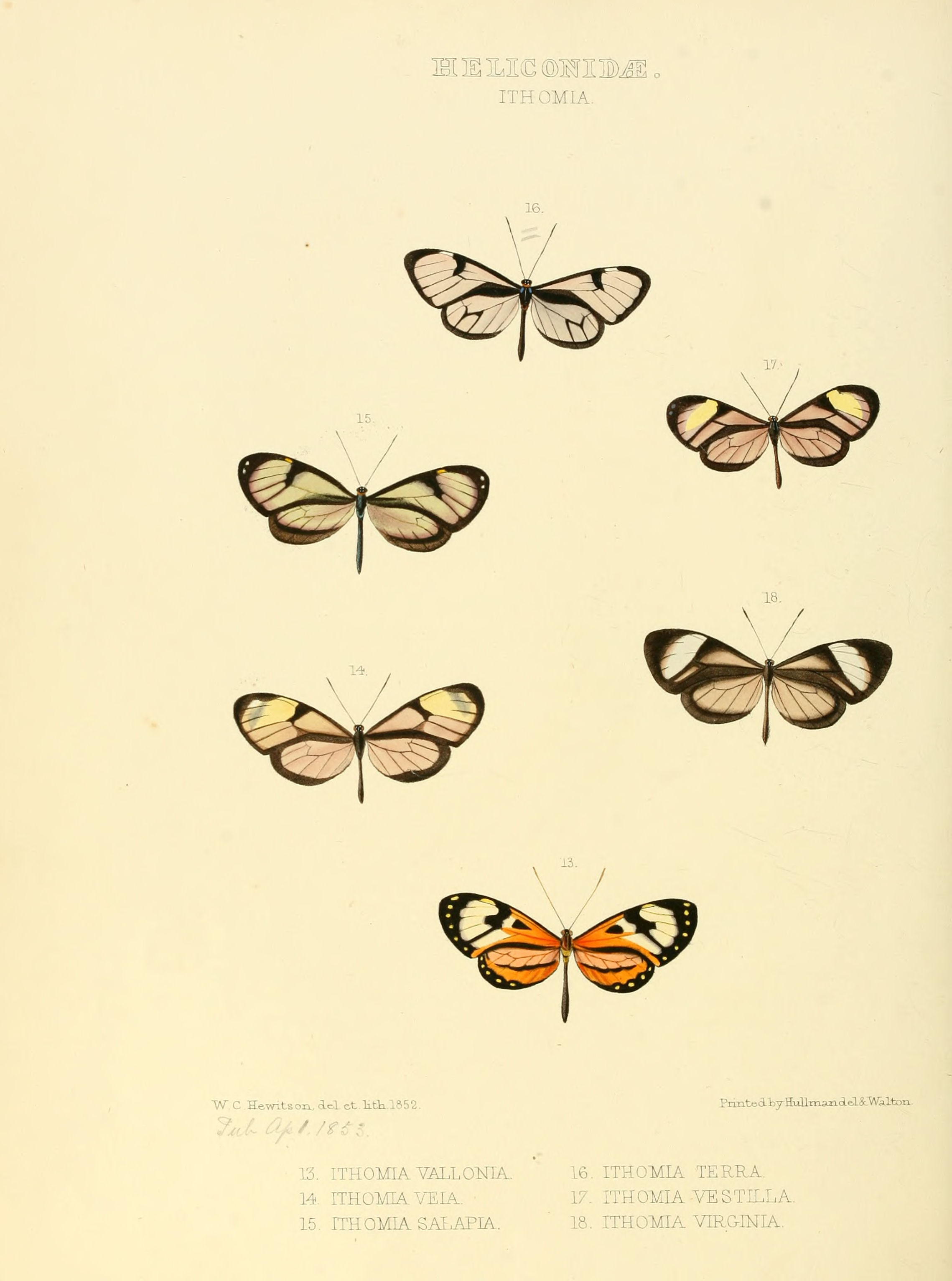